# آلبیون ۱۵۷۶۰
آلبیون ۱۵۷۶۰ (انگلیسی: 15760 Albion) با نام موقت 1992 QB1، اولین شیء فرا نپتونی بود که پس از پلوتون و کارون کشف شد. قطر آن حدود ۱۰۸ تا ۱۶۷ کیلومتر است و در سال ۱۹۹۲ توسط دیوید سی.جویت و جین لو در رصدخانه مونوکی، هاوایی آمریکا کشف شد. پس از کشف آن، آنها این شی را «لبخند» نامیدند و مدت کوتاهی توسط مطبوعات به عنوان دهمین سیاره منظومه شمسی مورد استقبال قرار گرفت. این جرم فضایی یک شیء «سرد» کلاسیک کمربند کویپر است و نام cubewano را برای این نوع شیء، پس از قسمت QB1 از نام آن، به وجود آورد. با رمزگشایی نام موقت آن، «QB1» نشان می‌دهد که بیست و هفتمین شی پیدا شده در نیمه دوم اوت همان سال است. تا ژانویه ۲۰۱۸، حدود ۲۴۰۰ جرم دیگر فراتر از نپتون پیدا شده‌است که بیشتر آنها اجسام کلاسیک کمربند کویپر هستند. این نام از نام «آلبیون» از اساطیر ویلیام بلیک بر گرفته شده‌است.